# Fayetteville (Georgia)
Fayetteville – miasto w Stanach Zjednoczonych, w stanie Georgia, w hrabstwie Fayette.

## Demografia
W 2000 roku liczyło 11 148 mieszkańców. W roku 2023 liczba mieszkańców wzrosła do 20 083 osób, a gęstość zaludnienia przekroczyła 778 osób/km².